# Rajmund Karwicki
Rajmund Karwicki (ur. 15 sierpnia 1906 w Szopienicach, zm. 9 lutego 1979 w Mysłowicach) – polski szermierz, olimpijczyk z Berlina 1936 i Londynu 1948, posterunkowy Policji Województwa Śląskiego.

## Kariera sportowa
Był drużynowym mistrzem Polski w 1935 roku oraz wicemistrzem w 1948 r. w szpadzie. Przez całą karierę zawodniczą (1936-1948) reprezentował katowickie kluby: Policyjny Klub Sportowy Katowice, Pogoń Katowice, Górnik Katowice.

Na igrzyskach olimpijskich w 1936 roku startował w drużynowym turnieju szpadowym zajmując miejsca 5-8. Na igrzyskach olimpijskich w 1948 r. w Londynie wystartował w turnieju indywidualnym szpadzistów, gdzie odpadł w eliminacjach oraz w turnieju drużynowym, w którym Polska drużyna również odpadła w eliminacjach.

Po zakończeniu kariery zawodniczej został trenerem.